# Collegio elettorale di Nocera Inferiore (Regno d'Italia)
Il collegio elettorale di Nocera Inferiore è stato un collegio elettorale uninominale del Regno d'Italia per l'elezione della Camera dei deputati.

## Storia
Il collegio uninominale venne istituito, insieme ad altri 442, tramite regio decreto 17 dicembre 1860, n. 4513.
Fu soppresso nel 1882 in seguito alla riforma che stabilì complessivamente 135 collegi elettorali.
Venne poi ricostituito come collegio uninominale tramite regio decreto 14 giugno 1891, n. 280, in seguito alla riforma che stabilì complessivamente 508 collegi elettorali.
Fu soppresso nel 1919 in seguito alla riforma che definì 54 collegi elettorali.
| Legislature           | VIII | IX   | X    | XI   | XII  | XIII | XIV  | XV   | XVI  | XVII | XVIII | XIX  | XX   | XXI  | XXII | XXIII | XXIV | XXV  | XXVI | XXVII | XXVIII | XXIX | XXX  |
| --------------------- | ---- | ---- | ---- | ---- | ---- | ---- | ---- | ---- | ---- | ---- | ----- | ---- | ---- | ---- | ---- | ----- | ---- | ---- | ---- | ----- | ------ | ---- | ---- |
| Elezioni              | 1861 | 1865 | 1867 | 1870 | 1874 | 1876 | 1880 | 1882 | 1886 | 1890 | 1892  | 1895 | 1897 | 1900 | 1904 | 1909  | 1913 | 1919 | 1921 | 1924  | 1929   | 1934 | 1939 |
| Deputati nel collegio | 1    | 1    | 1    | 1    | 1    | 1    | 1    |      |      |      | 1     | 1    | 1    | 1    | 1    | 1     | 1    |      |      |       |        |      |      |
|                       |      |      |      |      |      |      |      |      |      |      |       |      |      |      |      |       |      |      |      |       |        |      |      |
| Totale eletti         | 443  | 493  | 493  | 508  | 508  | 508  | 508  | 508  | 508  | 508  | 508   | 508  | 508  | 508  | 508  | 508   | 508  | 508  | 535  | 535   | 400    | 400  |      |
| Numero collegi        | 443  | 493  | 493  | 508  | 508  | 508  | 508  | 135  | 135  | 135  | 508   | 508  | 508  | 508  | 508  | 508   | 508  | 54   | 40   | 15    | 1      | 1    |      |

## Dati elettorali
Nel collegio si svolsero elezioni per quattordici legislature.

### VIII legislatura
Le votazioni si svolsero in 443 collegi uninominali a doppio turno. Come previsto dalla legge elettorale del 17 dicembre 1860, era eletto al primo turno il candidato che «riunisce in suo favore più del terzo dei voti del total numero dei membri componenti il collegio e più della metà dei suffragi dati dai votanti presenti all'adunanza» (art. 91). Se nessun candidato era eletto, al ballottaggio tra i due candidati con più voti era eletto chi otteneva il maggior numero di voti (art. 92) o, in caso di ugual numero di voti, il maggiore d'età (art. 93).
| Partito                            | Partito                            | Candidato                          | Primo turno 27 gennaio 1861 | Primo turno 27 gennaio 1861 | Ballottaggio 3 febbraio 1861 | Ballottaggio 3 febbraio 1861 |
| Partito                            | Partito                            | Candidato                          | Voti                        | %                           | Voti                         | %                            |
| ---------------------------------- | ---------------------------------- | ---------------------------------- | --------------------------- | --------------------------- | ---------------------------- | ---------------------------- |
|                                    | —                                  | Michele Pironti                    | 94                          | 25,90                       | 401                          | 92,61                        |
|                                    | —                                  | Raffaele Conforti                  | 269                         | 74,10                       | 32                           | 7,39                         |
|                                    |                                    |                                    |                             |                             |                              |                              |
| Iscritti                           | Iscritti                           | Iscritti                           | 812                         | 100,00                      | 812                          | 100,00                       |
| ↳ Votanti (% su iscritti)          | ↳ Votanti (% su iscritti)          | ↳ Votanti (% su iscritti)          | 523                         | 64,41                       | 438                          | 53,94                        |
| ↳ Voti validi (% su votanti)       | ↳ Voti validi (% su votanti)       | ↳ Voti validi (% su votanti)       | 363                         | 69,41                       | 433                          | 98,86                        |
| ↳ Schede non valide (% su votanti) | ↳ Schede non valide (% su votanti) | ↳ Schede non valide (% su votanti) | 160                         | 30,59                       | 5                            | 1,14                         |
| ↳ Astenuti (% su iscritti)         | ↳ Astenuti (% su iscritti)         | ↳ Astenuti (% su iscritti)         | 289                         | 35,59                       | 374                          | 46,06                        |

IL deputato PIronti cessò di essere deputaro perché fu nominato segretario generale del Dicastero di grazia, giustizia e culti a Napoli il 25 luglio 1861. Fu indetta un'elezione suppletiva per il 22 dicembre  1861
| Partito                            | Partito                            | Candidato                          | Primo turno 22 dicembre 1861 | Primo turno 22 dicembre 1861 | Ballottaggio 29 dicembre 1861 | Ballottaggio 29 dicembre 1861 |
| Partito                            | Partito                            | Candidato                          | Voti                         | %                            | Voti                          | %                             |
| ---------------------------------- | ---------------------------------- | ---------------------------------- | ---------------------------- | ---------------------------- | ----------------------------- | ----------------------------- |
|                                    | —                                  | Michele Pironti                    | 152                          | 58,91                        | 241                           | 66,39                         |
|                                    | —                                  | Francesco Calvanese                | 106                          | 41,09                        | 122                           | 33,61                         |
|                                    |                                    |                                    |                              |                              |                               |                               |
| Iscritti                           | Iscritti                           | Iscritti                           | 790                          | 100,00                       | 790                           | 100,00                        |
| ↳ Votanti (% su iscritti)          | ↳ Votanti (% su iscritti)          | ↳ Votanti (% su iscritti)          | 293                          | 37,09                        | 365                           | 46,20                         |
| ↳ Voti validi (% su votanti)       | ↳ Voti validi (% su votanti)       | ↳ Voti validi (% su votanti)       | 258                          | 88,05                        | 363                           | 99,45                         |
| ↳ Schede non valide (% su votanti) | ↳ Schede non valide (% su votanti) | ↳ Schede non valide (% su votanti) | 35                           | 11,95                        | 2                             | 0,55                          |
| ↳ Astenuti (% su iscritti)         | ↳ Astenuti (% su iscritti)         | ↳ Astenuti (% su iscritti)         | 497                          | 62,91                        | 425                           | 53,80                         |

### IX legislatura
Le votazioni si svolsero in 493 collegi uninominali a doppio turno con la stessa normativa precedente (al primo turno un numero di voti maggiore di un terzo degli iscritti al voto).
| Partito                            | Partito                            | Candidato                          | Primo turno 22 ottobre1865 | Primo turno 22 ottobre1865 | Ballottaggio 29 ottobre 1865 | Ballottaggio 29 ottobre 1865 |
| Partito                            | Partito                            | Candidato                          | Voti                       | %                          | Voti                         | %                            |
| ---------------------------------- | ---------------------------------- | ---------------------------------- | -------------------------- | -------------------------- | ---------------------------- | ---------------------------- |
|                                    | —                                  | Francesco Calvanese                | 200                        | 42,83                      | 315                          | 53,48                        |
|                                    | —                                  | Alfonso Origlia                    | 172                        | 36,83                      | 274                          | 46,52                        |
|                                    | —                                  | Francesco Mauro                    | 95                         | 20,34                      |                              |                              |
|                                    |                                    |                                    |                            |                            |                              |                              |
| Iscritti                           | Iscritti                           | Iscritti                           | 811                        | 100,00                     | 811                          | 100,00                       |
| ↳ Votanti (% su iscritti)          | ↳ Votanti (% su iscritti)          | ↳ Votanti (% su iscritti)          | 480                        | 59,19                      | 805                          | 99,26                        |
| ↳ Voti validi (% su votanti)       | ↳ Voti validi (% su votanti)       | ↳ Voti validi (% su votanti)       | 467                        | 97,29                      | 589                          | 73,17                        |
| ↳ Schede non valide (% su votanti) | ↳ Schede non valide (% su votanti) | ↳ Schede non valide (% su votanti) | 13                         | 2,71                       | 216                          | 26,83                        |
| ↳ Astenuti (% su iscritti)         | ↳ Astenuti (% su iscritti)         | ↳ Astenuti (% su iscritti)         | 331                        | 40,81                      | 6                            | 0,74                         |

### X legislatura
Le votazioni si svolsero in 493 collegi uninominali a doppio turno con la stessa normativa precedente (al primo turno un numero di voti maggiore di un terzo degli iscritti al voto).
| Partito                            | Partito                            | Candidato                          | Primo turno 10 marzo 1867 | Primo turno 10 marzo 1867 | Ballottaggio 17 marzo 1867 | Ballottaggio 17 marzo 1867 |
| Partito                            | Partito                            | Candidato                          | Voti                      | %                         | Voti                       | %                          |
| ---------------------------------- | ---------------------------------- | ---------------------------------- | ------------------------- | ------------------------- | -------------------------- | -------------------------- |
|                                    | —                                  | Alfonso Origlia                    | 265                       | 72,40                     | 418                        | 71,21                      |
|                                    | —                                  | Francesco Calvanese                | 101                       | 27,60                     | 169                        | 28,79                      |
|                                    |                                    |                                    |                           |                           |                            |                            |
| Iscritti                           | Iscritti                           | Iscritti                           | 844                       | 100,00                    | 844                        | 100,00                     |
| ↳ Votanti (% su iscritti)          | ↳ Votanti (% su iscritti)          | ↳ Votanti (% su iscritti)          | 447                       | 52,96                     | 606                        | 71,80                      |
| ↳ Voti validi (% su votanti)       | ↳ Voti validi (% su votanti)       | ↳ Voti validi (% su votanti)       | 366                       | 81,88                     | 587                        | 96,86                      |
| ↳ Schede non valide (% su votanti) | ↳ Schede non valide (% su votanti) | ↳ Schede non valide (% su votanti) | 81                        | 18,12                     | 19                         | 3,14                       |
| ↳ Astenuti (% su iscritti)         | ↳ Astenuti (% su iscritti)         | ↳ Astenuti (% su iscritti)         | 397                       | 47,04                     | 238                        | 28,20                      |

### XI legislatura
Le votazioni si svolsero in 508 collegi uninominali a doppio turno con la normativa del 1860 (al primo turno un numero di voti maggiore di un terzo degli iscritti al voto).
| Partito                            | Partito                            | Candidato                          | Primo turno 20 novembre 1870 | Primo turno 20 novembre 1870 | Ballottaggio 27 novembre 1870 | Ballottaggio 27 novembre 1870 |
| Partito                            | Partito                            | Candidato                          | Voti                         | %                            | Voti                          | %                             |
| ---------------------------------- | ---------------------------------- | ---------------------------------- | ---------------------------- | ---------------------------- | ----------------------------- | ----------------------------- |
|                                    | —                                  | Giuseppe Lanzara                   | 99                           | 21,66                        | 304                           | 59,72                         |
|                                    | —                                  | Giovanni Pagliaro                  | 121                          | 26,48                        | 205                           | 40,28                         |
|                                    | —                                  | Luigi Guerritore                   | 89                           | 19,47                        |                               |                               |
|                                    | —                                  | Giovanni Arcacci                   | 78                           | 17,07                        |                               |                               |
|                                    | —                                  | Nicola Tramontano                  | 70                           | 15,32                        |                               |                               |
|                                    |                                    |                                    |                              |                              |                               |                               |
| Iscritti                           | Iscritti                           | Iscritti                           | 881                          | 100,00                       | 881                           | 100,00                        |
| ↳ Votanti (% su iscritti)          | ↳ Votanti (% su iscritti)          | ↳ Votanti (% su iscritti)          | 497                          | 56,41                        | 533                           | 60,50                         |
| ↳ Voti validi (% su votanti)       | ↳ Voti validi (% su votanti)       | ↳ Voti validi (% su votanti)       | 457                          | 91,95                        | 509                           | 95,50                         |
| ↳ Schede non valide (% su votanti) | ↳ Schede non valide (% su votanti) | ↳ Schede non valide (% su votanti) | 40                           | 8,05                         | 24                            | 4,50                          |
| ↳ Astenuti (% su iscritti)         | ↳ Astenuti (% su iscritti)         | ↳ Astenuti (% su iscritti)         | 384                          | 43,59                        | 348                           | 39,50                         |

### XII legislatura
Le votazioni si svolsero in 508 collegi uninominali a doppio turno con la normativa del 1860 (al primo turno un numero di voti maggiore di un terzo degli iscritti al voto).
| Partito                            | Partito                            | Candidato                          | Risultati 8 novembre 1874 | Risultati 8 novembre 1874 |
| Partito                            | Partito                            | Candidato                          | Voti                      | %                         |
| ---------------------------------- | ---------------------------------- | ---------------------------------- | ------------------------- | ------------------------- |
|                                    | —                                  | Giuseppe Lanzara                   | 516                       | 72,17                     |
|                                    | —                                  | Francesco Calvanese                | 138                       | 19,30                     |
|                                    | —                                  | Luigi Guerritore                   | 61                        | 8,53                      |
|                                    |                                    |                                    |                           |                           |
| Iscritti                           | Iscritti                           | Iscritti                           | 1 017                     | 100,00                    |
| ↳ Votanti (% su iscritti)          | ↳ Votanti (% su iscritti)          | ↳ Votanti (% su iscritti)          | 743                       | 73,06                     |
| ↳ Voti validi (% su votanti)       | ↳ Voti validi (% su votanti)       | ↳ Voti validi (% su votanti)       | 715                       | 96,23                     |
| ↳ Schede non valide (% su votanti) | ↳ Schede non valide (% su votanti) | ↳ Schede non valide (% su votanti) | 28                        | 3,77                      |
| ↳ Astenuti (% su iscritti)         | ↳ Astenuti (% su iscritti)         | ↳ Astenuti (% su iscritti)         | 274                       | 26,94                     |

### XIII legislatura
Le votazioni si svolsero in 508 collegi uninominali a doppio turno con la normativa del 1860 (al primo turno un numero di voti maggiore di un terzo degli iscritti al voto).
| Partito                            | Partito                            | Candidato                          | Risultati 5 novembre 1876 | Risultati 5 novembre 1876 |
| Partito                            | Partito                            | Candidato                          | Voti                      | %                         |
| ---------------------------------- | ---------------------------------- | ---------------------------------- | ------------------------- | ------------------------- |
|                                    | —                                  | Giuseppe Lanzara                   | 449                       | 79,19                     |
|                                    | —                                  | Francesco Calvanese                | 118                       | 20,81                     |
|                                    |                                    |                                    |                           |                           |
| Iscritti                           | Iscritti                           | Iscritti                           | 1 021                     | 100,00                    |
| ↳ Votanti (% su iscritti)          | ↳ Votanti (% su iscritti)          | ↳ Votanti (% su iscritti)          | 583                       | 57,10                     |
| ↳ Voti validi (% su votanti)       | ↳ Voti validi (% su votanti)       | ↳ Voti validi (% su votanti)       | 567                       | 97,26                     |
| ↳ Schede non valide (% su votanti) | ↳ Schede non valide (% su votanti) | ↳ Schede non valide (% su votanti) | 16                        | 2,74                      |
| ↳ Astenuti (% su iscritti)         | ↳ Astenuti (% su iscritti)         | ↳ Astenuti (% su iscritti)         | 438                       | 42,90                     |

### XIV legislatura
Le votazioni si svolsero in 508 collegi uninominali a doppio turno con la normativa del 1860 (al primo turno un numero di voti maggiore di un terzo degli iscritti al voto).
| Partito                            | Partito                            | Candidato                          | Primo turno 16 maggio 1880 | Primo turno 16 maggio 1880 | Ballottaggio 23 maggio 1880 | Ballottaggio 23 maggio 1880 |
| Partito                            | Partito                            | Candidato                          | Voti                       | %                          | Voti                        | %                           |
| ---------------------------------- | ---------------------------------- | ---------------------------------- | -------------------------- | -------------------------- | --------------------------- | --------------------------- |
|                                    | —                                  | Giuseppe Lanzara                   | 261                        | 56,86                      | 432                         | 51,18                       |
|                                    | —                                  | Francesco De Filippis              | 36                         | 7,84                       | 412                         | 48,82                       |
|                                    | —                                  | Aurelio Bosco Lucarelli            | 162                        | 35,29                      |                             |                             |
|                                    |                                    |                                    |                            |                            |                             |                             |
| Iscritti                           | Iscritti                           | Iscritti                           | 997                        | 100,00                     | 997                         | 100,00                      |
| ↳ Votanti (% su iscritti)          | ↳ Votanti (% su iscritti)          | ↳ Votanti (% su iscritti)          | 789                        | 79,14                      | 857                         | 85,96                       |
| ↳ Voti validi (% su votanti)       | ↳ Voti validi (% su votanti)       | ↳ Voti validi (% su votanti)       | 459                        | 58,17                      | 844                         | 98,48                       |
| ↳ Schede non valide (% su votanti) | ↳ Schede non valide (% su votanti) | ↳ Schede non valide (% su votanti) | 330                        | 41,83                      | 13                          | 1,52                        |
| ↳ Astenuti (% su iscritti)         | ↳ Astenuti (% su iscritti)         | ↳ Astenuti (% su iscritti)         | 208                        | 20,86                      | 140                         | 14,04                       |

### XVIII legislatura
Le votazioni si svolsero in 508 collegi uninominali a doppio turno. Come previsto dalla legge elettorale politica del 28 giugno 1892, era eletto al primo turno il candidato che «ha ottenuto un numero di voti maggiore del sesto del numero totale degli elettori iscritti nella lista del collegio e più della metà dei suffragi dati dai votanti» escludendo le schede nulle (art. 74). Se nessun candidato era eletto, al ballottaggio tra i due candidati con più voti (art. 75) era eletto chi otteneva il maggior numero di voti oppure, in caso di ugual numero di voti, il maggiore d'età (art. 77).
| Partito                            | Partito                            | Candidato                          | Risultati 6 novembre 1892 | Risultati 6 novembre 1892 |
| Partito                            | Partito                            | Candidato                          | Voti                      | %                         |
| ---------------------------------- | ---------------------------------- | ---------------------------------- | ------------------------- | ------------------------- |
|                                    | —                                  | Giuseppe Lanzara                   | 1 776                     | 62,47                     |
|                                    | —                                  | Ferdinando Calvanese               | 1 067                     | 37,53                     |
|                                    |                                    |                                    |                           |                           |
| Iscritti                           | Iscritti                           | Iscritti                           | 3 825                     | 100,00                    |
| ↳ Votanti (% su iscritti)          | ↳ Votanti (% su iscritti)          | ↳ Votanti (% su iscritti)          | 2 909                     | 76,05                     |
| ↳ Voti validi (% su votanti)       | ↳ Voti validi (% su votanti)       | ↳ Voti validi (% su votanti)       | 2 843                     | 97,73                     |
| ↳ Schede non valide (% su votanti) | ↳ Schede non valide (% su votanti) | ↳ Schede non valide (% su votanti) | 66                        | 2,27                      |
| ↳ Astenuti (% su iscritti)         | ↳ Astenuti (% su iscritti)         | ↳ Astenuti (% su iscritti)         | 916                       | 23,95                     |

### XIX legislatura
Le votazioni si svolsero in 508 collegi uninominali a doppio turno con la normativa del 1892 (al primo turno un numero di voti maggiore di un sesto degli iscritti al voto).
| Partito                            | Partito                            | Candidato                          | Primo turno 26 maggio 1895 | Primo turno 26 maggio 1895 | Ballottaggio 2 giugno 1895 | Ballottaggio 2 giugno 1895 |
| Partito                            | Partito                            | Candidato                          | Voti                       | %                          | Voti                       | %                          |
| ---------------------------------- | ---------------------------------- | ---------------------------------- | -------------------------- | -------------------------- | -------------------------- | -------------------------- |
|                                    | —                                  | Ferdinando Calvanese               | 977                        | 48,37                      | 1 164                      | 55,40                      |
|                                    | —                                  | Errico Guerritore                  | 618                        | 30,59                      | 937                        | 44,60                      |
|                                    | —                                  | Giuseppe Lanzara                   | 425                        | 21,04                      |                            |                            |
|                                    |                                    |                                    |                            |                            |                            |                            |
| Iscritti                           | Iscritti                           | Iscritti                           | 2 480                      | 100,00                     | 2 480                      | 100,00                     |
| ↳ Votanti (% su iscritti)          | ↳ Votanti (% su iscritti)          | ↳ Votanti (% su iscritti)          | 2 055                      | 82,86                      | 2 123                      | 85,60                      |
| ↳ Voti validi (% su votanti)       | ↳ Voti validi (% su votanti)       | ↳ Voti validi (% su votanti)       | 2 020                      | 98,30                      | 2 101                      | 98,96                      |
| ↳ Schede non valide (% su votanti) | ↳ Schede non valide (% su votanti) | ↳ Schede non valide (% su votanti) | 35                         | 1,70                       | 22                         | 1,04                       |
| ↳ Astenuti (% su iscritti)         | ↳ Astenuti (% su iscritti)         | ↳ Astenuti (% su iscritti)         | 425                        | 17,14                      | 357                        | 14,40                      |

### XX legislatura
Le votazioni si svolsero in 508 collegi uninominali a doppio turno con la normativa del 1892 (al primo turno un numero di voti maggiore di un sesto degli iscritti al voto).
| Partito                            | Partito                            | Candidato                          | Risultati 21 marzo 1897 | Risultati 21 marzo 1897 |
| Partito                            | Partito                            | Candidato                          | Voti                    | %                       |
| ---------------------------------- | ---------------------------------- | ---------------------------------- | ----------------------- | ----------------------- |
|                                    | —                                  | Ferdinando Calvanese               | 1 045                   | 52,75                   |
|                                    | —                                  | Cusmo Ferraioli                    | 618                     | 31,20                   |
|                                    | —                                  | Errico Guerritore                  | 318                     | 16,05                   |
|                                    |                                    |                                    |                         |                         |
| Iscritti                           | Iscritti                           | Iscritti                           | 2 615                   | 100,00                  |
| ↳ Votanti (% su iscritti)          | ↳ Votanti (% su iscritti)          | ↳ Votanti (% su iscritti)          | 2 040                   | 78,01                   |
| ↳ Voti validi (% su votanti)       | ↳ Voti validi (% su votanti)       | ↳ Voti validi (% su votanti)       | 1 981                   | 97,11                   |
| ↳ Schede non valide (% su votanti) | ↳ Schede non valide (% su votanti) | ↳ Schede non valide (% su votanti) | 59                      | 2,89                    |
| ↳ Astenuti (% su iscritti)         | ↳ Astenuti (% su iscritti)         | ↳ Astenuti (% su iscritti)         | 575                     | 21,99                   |

### XXI legislatura
Le votazioni si svolsero in 508 collegi uninominali a doppio turno con la normativa del 1892 (al primo turno un numero di voti maggiore di un sesto degli iscritti al voto).

### XXII legislatura
Le votazioni si svolsero in 508 collegi uninominali a doppio turno con la normativa del 1892 (al primo turno un numero di voti maggiore di un sesto degli iscritti al voto).

### XXIII legislatura
Le votazioni si svolsero in 508 collegi uninominali a doppio turno con la normativa del 1892 (al primo turno un numero di voti maggiore di un sesto degli iscritti al voto).

### XXIV legislatura
Le votazioni si svolsero negli stessi 508 collegi uninominali già esistenti ma, come previsto dal regio decreto del 26 giugno 1913, era eletto al primo turno il candidato che «ha ottenuto un numero di voti maggiore del decimo del numero totale degli elettori del collegio e più della metà dei suffragi dati dai votanti» escludendo le schede nulle (art. 91). Se nessun candidato era eletto, al ballottaggio tra i due candidati con più voti (art. 92) era eletto chi otteneva il maggior numero di voti oppure, in caso di ugual numero di voti, il maggiore d'età (art. 93).